# Bob Kasten
Robert Walter "Bob" Kasten, Jr., född 19 juni 1942 i Milwaukee, Wisconsin, är en amerikansk republikansk politiker. Han representerade delstaten Wisconsin i båda kamrarna av USA:s kongress, först i representanthuset 1975–1979 och sedan i senaten 1981–1993.

## Biografi
Kasten avlade 1964 sin grundexamen vid University of Arizona. Han avlade sedan 1966 sin MBA vid Columbia University.
Kasten var ledamot av delstatens senat i Wisconsin 1972–1974. Han besegrade kongressledamoten Glenn Robert Davis i republikanernas primärval inför 1974 års kongressval. Kasten representerade Wisconsins nionde distrikt i USA:s representanthus 1975–1979. Han förlorade republikanernas primärval inför guvernörsvalet 1978 i Wisconsin mot Lee S. Dreyfus.
Kasten besegrade sittande senatorn Gaylord Nelson i senatsvalet 1980. Sex år senare vann han knappt mot utmanaren Ed Garvey. Kasten kandiderade till en tredje mandatperiod i senaten men förlorade mot demokraten Russ Feingold.